# Cartoon Network (Turquia)
Cartoon Network Turquia é um canal de televisão disponível somente na Turquia. Foi lançado em 28 de janeiro de 2008 e pertence a Turner Broadcasting System. O Cartoon Network patilha a programação com o Boomerang Turquia e TCM Turquia.

## Series Animadas
- Rob o Robô
- Backyardigans
- Max e Ruby
- Jelly Jamm
- Robôs Invasores
- Oddbods
- O Incrível Mundo de Gumball
- Doodlebops
- Duelo Xiaolin
- Yoohoo - Amigos da Natureza
- Floogals
- Hi Hi Puffy AmiYumi
- As aventuras de Daredevil e Pantera Negra
- Julius Jr.
- Mini Einsteins
- Roboboy
- Os Sábados Secretos
- Peppa
- Betty Atomica
- Calimero
- Doozers
- Doki
- The Loud House
- PJ Masks - Heróis de Pijamas
- Edgar e Ellen
- Ariol